# Светлана Иванова
Светлана Любомирова Иванова е български историк, османист, доцент в Историческия факултет на Софийския университет.

## Биография
Родена е в София на 6 ноември 1955 г. През 1981 г. завършва История в Софийския университет „Св. Климент Охридски“. През 1990 г. защитава докторска дисертация „Махалата в българския град ХV – ХVІІІ в.“. От 1986 до 2000 г. работи като архивист – научен сътрудник в Ориенталския отдел на Народната библиотека „Св. св. Кирил и Методий“. От 2000 г. е главен асистент в Катедра по история на България в Историческия факултет на Софийския университет. През 2002 г. е избрана за доцент. Преподава История на българските земи ХV – ХVІІ в., Българското общество ХV – ХVІІ в., Изворознание ХV – ХVІІ в., Култура по българските земи ХV – ХVІІ в., Османска култура на Балканите, Етнически и религиозни структури и малцинства ХV – ХVІІІ в., Структура на полирелигиозното общество на Балканите, Културните феномени в православна и ислямска среда.

## Научни трудове
Светлана Иванова е автор на учебници и учебни помагала по История и цивилизация. Публикува извори и описи на документи. По-важни научни публикации са:
- Институтът на колективната отговорност в българските градове през ХV – ХVIII в.
- Градските териториални общности и организацията на култа на мюсюлмани и християни. – Турските завоевания и съдбата на балканските народи, отразени в исторически и литературни паметници от ХIV – ХVIII в.
- Данъчното облагане на населението в българските градове и формирането на неговите институции (ХVII – ХVIII в.)
- Градовете в българските земи през ХV в. – Българският ХV в.
- Етнодемографски проучвания в съвременната българска историография, ХV – ХVIII в. – България ХV – ХVIII в.
- Мюсюлманки и християнки пред кадийския съд в Румелия през ХVIII в.
- Marriage and Divorce in the Bulgarian Lands (XV – XIX c.)
- Nineteenth-Century Waqf Archives Preserved in the Oriental Department of the National Library „St. St. Cyril and Methodius“. (в съавторство със Z. Ivanova)
- The Transfigurations of Historical Time
- Masquerade – Imperial Interludes
- Карнавал и имперски интермедии
- Брак и развод в българските земи, ХV – ХIХ в.
- The Divorce between Zubaida Hatun and Esseid Osman Aga: Women in the Eighteenth-Century Shari'a Court of Rumelia
- Към предисторията на Русенската община през ХVII – ХVIII в.
- Мюсюлманската култура в българските земи. (в съавторство с Р. Градева)
- Малките етноконфесионални групи в българските градове през ХVI – ХVII в.
- Съдебно третиране на брачните проблеми на мюсюлманите в централната част на Румелия през ХVIII в.
- София – столицата на Румелия
- Shumnu. – In: The Encyclopaedia of Islam. New Edition. Vol. 9, Leiden: E. J. Brill, 1997, 521 – 523 (на френски и англ.)
- Sofia. – In: The Encyclopaedia of Islam. New Edition. V. 9. Leiden: E. J. Brill, 1997, 731 – 734 (на френски и англ.)
- Tirnova. – In: The Encyclopaedia of Islam. New Edition. V. 10. Leiden: E. J. Brill, 1998, 547 – 523 (на френски и англ.)
- Widin. – In: The Encyclopaedia of Islam. New Edition. V. 11. Leiden: E. J. Brill, 1999, 205 – 208 (на френски и англ.)
- Warna. – In: The Encyclopaedia of Islam. New Edition. V. 11. Leiden: E. J. Brill, 1999, 148 – 150 (на френски и англ.)
- Обмен на османски документи между България и Турция
- Muslim and Hristian Women before the Kadi Court in 18th c. Rumeli: Marriage Problems
- Историята и съвременното състояние на колекция Сиджили в Ориенталския отдел на НБКМ
- Градски живот (ХV – първата половина на ХVIII в.)
- Софиянецът през ХV – ХVII
- Етнокултурни общности в българските учебници по национална история – състояние и перспективи
- Каквото повелява законът съпружески. Съдебно третиране на брачните проблеми на християнките у нас през ХVI – ХVIII в.
- Researching the Past and Present of Muslim Culture in Bulgaria: the „popular“ and „high“ layers
- Комплектуване, формиране и разкриване на сбирките на Ориенталския отдел на НБКМ (към Пътеводител на Ориенталския отдел на НБКМ)
- The Sicills of the Ottoman Kadis. Observations over the sicill collection at the National Library in Sofia, Bulgaria.
- Ali Pasha: Sketches from the life of a Kapudan Pasha on the DanubeThe Kapudan Pasha His Office and His Domain
- Християнска и мюсюлманска благотворителност по българските земи в ХVI – ХVIII в. (документи, участници, институции)
- Бележки на българските книжовници Х – ХVIII в.
- The Emire’s „own“ foreigners: Armenians and acem tüccar in Rumeli in the 17th and 18th centuries
- Град Варна от Късното средновековие до националната епоха – регионалната срещу националната история
- Големи вакъфи на османския елит в Румелия, ХVII – ХVIII в.
- Muslim Charity Foundations (Vakf) and the Models of Religious Behaviour of Ottoman Social Estates in Rumeli (late 15th to 19th c.)
- Арменци и аджем туджаари. (За статуса на търговеца в Румелия през ХVІІ – ХVІІІ в.)
- Преди да се роди българският милет Before Bulgarian Millet Had Been Bourn
- Али паша – щрихи от живота на един дунавски капудан в края на ХVІІ век Sketches from the Life of a Kapudan Pasha on the Danube in the Second Half of the 17th Century
- Judicial Treatment of the Matrimonial Problems of Christian Women in Rumeli During the Seventeenth and Eighteenth Centuries
- Minorities All Around – and Merchants All Around (towards the Social Status of the Merchant Estate in Ottoman Overland Trade in the Balkans, 17th – 18th c.)
- Предаване на вести в Османската империя и управлението на поданиците ѝ The Transfer of News in the Ottoman Empire and the Administration of Its Subjects
- Мюсюлманката и книгата в Османската империя (Щрихи от Румелия през ХVІІІ – ХІХ век) The Muslim Woman and the Book in the Ottoman Empire (Sketches from Rumely during the 18th – 19th Century)
- Ottoman Documents about Crete Preserved in the Oriental Department of the Sts Cyril and Methodius National Library in Sofia
- Историкът и неговият архив (за класификационната схема на Ориенталския отдел на НБКМ)
- Hıristyan Rumeli Kadınları, Evlilik Sorumları ve Kadı Sicilleri (17. ve 18. Yüzyıllar)